# Videoigra
Vídeoígra (ali vídeo ígra) je elektronska igra, pri kateri igralec z vmesnikom upravlja elektronsko napravo, na kateri igra teče, ta pa mu posreduje odziv v video obliki. Danes videoigre poganja širok izbor naprav, ki se z generičnim izrazom imenujejo »platforme«, kot so osebni računalniki, igralne konzole ali arkadni avtomati. Razpon platform sega od velikih osrednjih računalnikov do majhnih prenosnih naprav.
Vhodna naprava, s katero igralec upravlja dogajanje, se imenuje kontroler; njegova oblika in nabor funkcij sta odvisna od platforme in igre, za katero je namenjen. Igre uporabljajo poleg prikazovalnika videa še druge načine za posredovanje informacij igralcu; splošno razširjen je zvok, ki ga predvajajo s pomočjo zvočnikov ali slušalk. Vse te naprave se označuje s skupnim izrazom igralni pripomočki, čeprav niso nujno namenjeni izključno igranju (npr. tipkovnica in računalniška miška, ki se tudi sicer uporabljata za delo z računalnikom).
Prve videoigre so se pojavile v sredini 20. stoletja. Dejavnost razvoja in trženja videoiger se je resneje pričela z igro Pong v sedemdesetih letih 20. stoletja in je danes ena najpomembnejših panog zabavne industrije. Leta 2004 je bil trg z videoigrami po ocenah vreden 10 milijard ameriških dolarjev in prinašal več zaslužka od Hollywoodske filmske industrije.

## Zgodovina

#### Začetki
Angleški filozof, matematik in računalnikar Charles Babbage je že v 19. stoletju trdil, da bi lahko njegov mehanski računalnik igral igro križci in krožci. Zamisel se je uresničila čez slabo stoletje, leta 1951, na Illiacu, enem prvih elektronskih računalnikov. Dejstvo, da lahko elektronski stroj premaga človeka, je poželo navdušenje. Na Brookhavenskem narodnem laboratoriju, ameriškem inštitutu za atomske raziskave, je William Higinbotham leta 1958 izdelal prvo računalniško igro imenovano Tennis for Two. Pri tem je na osciloskop (napravo, ki prikazuje časovni potek električne napetosti) priključil analogni računalnik Donner in ustvaril računalniški tenis. Tri leta kasneje so Wayne Wutanen, Martin Graetz in Stephen R. Russel izdelali prvo vesoljsko strelsko igro za dva igralca, imenovano Spacewar!. Igralec je moral pri igri le udarjati po tipkah; kasneje je bila igralnost izboljšana z oteževanjem manevriranja vesoljskih raket. Spacewar! so javno predstavili maja 1962, ob dnevu odprtih vrat na Tehnološkem inštitutu Massachusettsa. Obiskovalci so bili navdušeni, igra pa se je hitro razširila in v ameriških raziskovalnih ustanovah.

#### Televizijske igre
V času, ko je nastal Spacewar!, so nastale tudi prve videoigre, ki jih je bilo mogoče igrati na televizorju. Ralph Baer se je z njimi začel ukvarjati leta 1966. Med drugimi je razvil igro tenisa, ki je kasneje postal znan kot Pong, ena prvih arkadnih iger. Delal je pri podjetju Sanders Associates, ki se je ukvarjalo z vojaško opremo. Ameriški vojski so tako nameravali prodati interaktivne igre, kot je tenis in simuacija streljanja, da bi vojaki z njimi urili reflekse, vendar do kupčije ni prišlo. Videoigre so sprva igrali le tisti, ki so imeli dostop do velikih in dragih računalnikov. Nolan Bushnell je preoblikoval Spacewar! in leta 1971 naredil prvi igralni avtomat, Computer Space, ki je omogočil večjo dostopnost videoiger. Bushnell je ustanovil podjetje Atari, za avtomat preoblikoval še računalniški tenis in ustvaril legendarno igro Pong.
V 60. letih mnogo računalnikov še ni imelo grafične kartice, zato so nastale besedilne igre v obliki računalniškega izpisa, natisnjenega ali prikazanega na ekranu. Igralec je v tovrstnih igrah prebral opis svojega položaja, vtipkal ukaz in počakal na naslednji izpis, na katerem je pisalo, kaj se je v igri zgodilo.

#### Pojav grafičnih iger
Na začetku osemdesetih let sta zakonca Roberta in Ken Roberts ustvarila Mystery House, prvo pustolovščino, opremljeno s slikami in s tem prvo grafično igro. Ustanovila sta Sierro, eno največjih založb računalniških iger, ki je kasneje izdala King's Quest, prvo pustolovščino z animiranimi liki, po njegovem uspehu pa še Space Quest, Monkey Island in Indiana Jones. Prva slovenska pustolovščina, Kontrabant, je izšla leta 1984.
Dungeon Master iz leta 1987 je bil prvi primer igranja domišljijskih vlog v resničnem času - za interakcijo z okoljem več niso bili potrebni pisni ukazi, ampak zgolj upravljanje vmesnika. Ko se je prikazal nasprotnik, ga je bilo potrebno premagati ali pa bežati, časa za premislek in vpis naslednjega ukaza pa ni bilo več. Igralec je lahko z likom tudi preiskoval okolje in delal s predmeti. Kmalu so igro priredili tudi za osebni računalnik, različica za Amigo je bila prva računalniška igra z interaktivnim stereo zvokom - igralec je lahko slišal, iz katere smeri prihaja pošast, ki ga bo napadla.
Pojavile so se nove zvrsti iger – simulacija letenja Flight Simulator, strateške igre Utopia, The Battle of the Bulge, M.U.L.E., Irata, Elite, SimCity, Civilization in prve igre s sporno vsebino – Death Race 2000 (1976), The Land of the Lounge Lizards (1987) in Custer's Revenge (1982).
Tetris je ena najuspešnejših iger vseh časov. Leta 1985 si jo je zamislil Aleksej Pažitnov, uslužbenec Računalniškega središča Akademije znanosti v Moskvi. Kmalu je Tetris postal znan tudi na Zahodu. Pred njim je podoben uspeh doživel Pac-Man, za njim pa je leta 1989 na prodajne police prišel Prince of Persia, ki ga je ustvaril Jordan Mechner. Igra je bila znana predvsem zaradi svoje gladke animacije in je močno vplivala na nastajajoči žanr akcijskih pustolovskih iger in začel eno najbolj znanih serij videoiger. Prva večigralna strelska igra je bila MIDI Maze, vendar so večji dolgoročni vpliv na žanr imele igre Wolfenstein 3D, Doom in Quake.

#### Razvoj industrije videoiger
Leta 1983 se je industrija videoiger zlomila, predvsem, ker so se potrošniki zaradi velikih količin nekakovostnih iger obrnili k drugim oblikam zabave. Eden simbolov takratnega zloma je bila igra E.T. the Extra-Terrestrial, ki je bila polom zaradi prevelike količine proizvedenih kopij, slabe sprejetosti in velikega števila vrnjenih kopij in je deloma vodila do propada podjetja Atari.
1983 je Japonsko podjetje Nintendo, ki je sicer izdelovalo igralne karte, ustvarilo konzolo Family Computer (ファミリーコンピュータ), ki se je 1985 s svojim izidom izven japonske preimenoval v Nintendo Entertainment System oziroma NES. S svojim varnostnim sistemom Nintendo Seal Of Quality je Nintendo preprečeval igranje iger brez licence ter obvezal proizvajalce iger, da so ustvarjali največ 5 iger na leto zgolj za NES in da so Nintendu izplačali visoke premije za vsako prodano igro. Vrhovno sodišče ZDA je leta 1991 sodilo, da je imel Nintendo zaradi omenjenega varnostnega sistema nezakonit monopol.
Potem ko je Nintendo prekinil pogodbo s Sonyem za razvoj CD-ROM enote za NESov naslednik, Super Nintendo Entertainment System, in se obrnil k podjetju Philips, je Sony 1994 na Japonskem izdal svojo prvo igralno konzolo, PlayStation. PlayStation je s svojimi strojnimi kvalitetami ustvaril mnoge še danes priljubljene franšize kot so Metal Gear Solid, Gran Turismo, Resident Evil, Grand Theft Auto, Medal of Honor in Tomb Raider. S poudarkom na igrah, namenjenih starejšim igralcem, je PlayStation pomagal razširiti trg. Postopoma je z inovativnimi igrami in vrhunsko strojno opremo PlayStation postal najbolj znana in najbolj prodana serija konzol.
Leta 2004 je bil trg z videoigrami po ocenah vreden 10 milijard ameriških dolarjev in je sčasoma v ZDA po zaslužku prekosil filmsko industrijo. Od 2005 do 2009 je še izboljšala svoje tržno stanje. Tudi po svetovni finančni krizi konec prvega desetletja enaindvajsetega stoletja je bila industrija videoiger ena izmed redkih dejavnosti, ki je kriza ni pretirano prizadela.

## Zvrsti videoiger
Glede na vsebino in način igranja so videoigre igre razvrščene v žanre. Marsikdaj je uvrstitev določene igre težavna, saj lahko ta vsebuje elemente različnih žanrov.
- akcijske videoigre: igre, ki so naravnane bolj akcijsko, mednje spadajo predvsem strelske in pretepaške igre.
  - arkadne igre so preproste, intuitivne igre, ki preizkušajo predvsem igralčevo spretnost in se njihova težavnost z napredovanjem v igri viša.
  - šuterji so strelska podzvrst arkadnega akcijskega žanra videoiger (angleški izraz Shoot 'em up, krajše Shump), ki jih ne gre zamenjevati s prvoosebnimi streljačinami. Zlato dobo so doživljali v 1980. in 1990. letih, ko so prevladovali na avtomatih v takratnih igralnicah. V 21. stoletju so še vedno prisotni, toda bolj kot tržna niša, ki je še vedno upoštevana, a ne prevladuje po splošni popularnosti.
- pustolovske videoigre ali pustolovščine: osredotočajo se na reševanje ugank in raziskovanje, pogosto je dogajanje postavljeno v tuje, izmišljeno okolje. Igra podaja igralcu namige, s pomočjo katerih mora pravilno kombinirati predmete in reševati uganke, preden se lahko premakne v naslednje območje. Delijo se na tretjeosebne, po navadi bolj akcijsko naravnane, in tiste z vmesnikom »pokaži in klikni«. Poznamo tako tekstovne kot grafične pustolovščine ali v 21. stoletju pogosteje kot zmes obojega.
- igranje vlog ali RPG (angleško role-playing game): v igrah igranja vlog je večji poudarek na izdelavi in razvoju lika, ki je postavljen v namišljen svet. Igranje vlog ima mnogo podkategorij, največje so fantazijsko igranje vlog (FRP, angleško fantasy role-playing), ki črpa iz fantazijske literature in masivno večigralsko spletno igranje vlog (MMORPG, tudi MMO, angleško massively multiplayer online role-playing game), kjer je poudarek na velikem številu igralcev in povezanosti z medmrežjem.
- simulacijske videoigre: igre, ki simulirajo aktivnost iz resničnega sveta. Priljubljeni so simulatorji upravljanja z vozili (kot so letalske in avtomobilistične simulacije), obstajajo pa tudi poslovne simulacije, pri katerih igralec gradi uspešno podjetje v določeni industriji, in simulacije resničnega življenja.
  - športne videoigre: igre, ki simulirajo športne aktivnosti. Najbolj znan založnik tovrstnih iger je Electronic Arts s serijo EA Sports, njihove najbolj znane stvaritve pa FIFA, NBA in NHL. Med športne igre se uvrščajo tudi igre, ki simulirajo poslovno plat športa; v njih igralec prevzame vlogo menedžerja moštva. Dirkalne igre so podzvrst športnih. Poznamo tako dirkalne simulacije s podrejenostjo posnetku resničnih razmer, bolj arkadne dirke z večjo svobodo in poznamo tudi futuristično dirkanje kjer gre bolj za izmišljeno dogajanje brez kakršnekoli zaslombe na realizmu.
- strateške videoigre: zahtevajo logistične in taktične sposobnosti za učinkovito izkoriščanje virov, s katerimi igralec gradi enote in infrastrukturo ter z njihovim upravljanjem poskuša poraziti nasprotnika. Strategije se delijo na potezne in realnočasovne. Pri potezni strategiji se igralci izmenjujejo v potezah: naenkrat se izvedejo ukazi le enega igralca. Realnočasovna strate poteka v realnem času - ukazi igralcev se izvajajo hkrati. Najbolj so igrane na osebnih računalnikih, čeprav so prisotne tudi na konzolah.

Poleg deljenja glede na igralno zvrst poznamo še druge delitve videoiger. Recimo po načinu igranja, enoigralske igramo sami, večigralske pa združno z drugimi igralci. Delimo jih tudi po nasprotniku, igramo lahko proti računalniškemu ali živemu. V živo lahko igramo sodelovalno na istem zaslonu ali tekmovalno, kjer prek spleta tekmujemo proti drugim. Možno je igrati tako sam kot v dvoje ali celo ekipno. Poznamo tako igre z zgodbo, ki je v nekaterih primerih v ospredju in je tako igra zelo filmska ali pa je zgodba povsem v ozadju in je vse podrejeno zgolj igranju samemu. Poznamo delitev tudi glede na proračun. Tako imamo visoko proračunske igre, imenujemo jih lahko tudi z oznako AAA (angleško: triple A), ali cenejše oziroma manjše igre, ki ne dosegajo velikih proračunskih številk. Potem poznamo igre s založniško podporo. Ta je lahko podprta preko pogodbenega odnosa med založbo in izdelovalcem (temu načinu odnosa pravimo tretja stranka - third party) ali pa je založba lastnik izdelovalca in potem poznamo igre iz prvih strank ( first party). Lahko pa gre tudi za neodvisno igro, imenujemo jih neodvisnice ali po angleškem izrazu Indie. V primeru neodvisnic gre pogosto za majhne skupine izdelovalcev, pogosto celo za enega samega izdelovalca, ki snuje in proizvede igro skozi dolga leta povsem sam. Obstajajo tudi nišne založbe, ki se ukvarjajo s podporo neodvisnim izdelovalcem in jim založijo igro preko pogodbenega odnosa. V primeru neodvisnic gre pogosto za ljubitelje, ki ustvarjajo igro iz ljubezni ali iz umetniškega prepričanja. Tako so v drugem desetletju 21. stoletja na trg videoiger prišle številne nove igre in nastala je tudi nova tržna niša, retro igre, ki za zgled jemljejo stare legende iz prejšnjih časov. Dober primer tega je serija videoiger iz področja metroidvanije, ki je bila nekaj časa povsem izumrla a se je po nekem času ponovno unesla in ima številne privržence.

## Distribucija

#### Fizična distribucija
Fizična distribucija igerje prodaja iger na fizičnem mediju. Pri tovrstni distribuciji založnik igro posreduje prodajalcu, le-ta pa kupcu.. Zgoščenke CD, UMD, DVD in Bluray/BD so najbolj uveljavljen format distribucije iger. Fizična distribucija je v industriji videoiger še vedno prevladujoča.
Prednosti tovrstne distribucije so predvsem dostopnost in enostavnost posredovanja, vendar se fizični mediji lahko uničijo, kar onemogoči igranje, če igra zahteva vstavljen medij za začetek igranja. Prav tako so cene po navadi višje zaradi večjega števila posrednikov med razvijalcem in igralcem ter cene same izdelave in posredovanja medija.

#### Shareware
Shareware ali preizkusni program je namenjen morebitnim kupcem, ki ga lahko preizkusijo za določen čas. Ko ta čas (en teden, mesec) poteče, se uporabnik lahko odloči za nakup, če želi.
Shareware trgovina, pri kateri je poskusna (demo), omejena ali predstavitvena različica celotne igre dostopna možnim kupcem brezplačno, je bila uporabljena kot postopek distribucije računalniških iger že v zgodnjih letih industrije iger. Shareware igre navadno ponujajo le majhen del igre in so ljudem dostopne kot dodatek k igričarskim revijam, kot prodaja na drobno ali brezplačno na spletnih straneh razvijalcev.
V zgodnjih devetdesetih je bila shareware distribucija vsakdanji način distribucije v nerazvitih podjetjih in je še danes ostala priljubljen način razdeljevanja med manjšimi razvijalci iger. Pri ustaljenih podjetjih računalniških iger je shareware v veliki večini izginil, s pomembnimi izjemami kot sta BigFish Games in PopCap Games.

#### Spletna dostava
Spletna distribucija poteka tako, da uporabnik po plačilu igro prenese s spletne storitve na svoj računalnik. Igra ostane zavezana z uporabniškim računom, tako da jo lahko uporabnik prosto briše iz svojega računalnika in jo nato znova nalaga. Spletna distribucija postaja vedno bolj priljubljena, zlasti zaradi vedno večje dostopnosti širokopasovnih povezav, ki so za dovolj hitro prenašanje iger nujne, priročnosti, nižjih cen in manjšega števila posrednikov med razvijalcem in uporabnikom. Ker spletni dostavitelji po navadi ne dovolijo prenosa iger na druge račune spletna distribucija onemogoča trgovanje rabljenih iger.
Najbolj priljubljena spletna trgovina za videoigre je za osebne računalnike Steam, ki nadzoruje 70% celotnega trga, na konzolah pa PlayStation Store za PlayStation 3 in Xbox Live Arcade za Xbox 360. Nekatere storitve imajo poleg stalnega tudi premium članstvo, pri kateri uporabnik za mesečno članarino dostopa do brezplačnih iger, popustov in poskusnih različic še neizdanih iger.

## Razvoj videoiger
Razvojni ciklus igre se vedno začne z idejo. Potem ko dizajner idejo dovrši in predstavi, se razvijalci dogovorijo tehnične podrobnosti: platformo, programski jezik, način razvoja in tako naprej.
Z izdelavo preprostih iger se lahko ukvarja vsak posameznik (neodvisnice), medtem ko je za velike projekte po navadi potrebna večja skupina strokovnjakov. Ti strokovnjaki se združujejo v podjetja, ki razvijajo igre. Bolj znani razvijalci, kot so Electronic Arts, Activision in Sony, so hkrati tudi založniki. Izdelava sodobne videoigre za več platform stane v povprečju 28 milijonov dolarjev, medtem ko cena največjih projektov presega 40 milijonov dolarjev, zato se takšnih projektov lotevajo predvsem velika podjetja z zagotovljenim finančnim kritjem.
Vodja projekta ali producent vodi projekt – izdelavo igre. Vsaj v osnovah mora biti seznanjen z vsemi področji razvoja, da lahko povezuje celotno ekipo in skrbi za organizacijo ter napredek projekta. Producent mora že od samega začetka imeti dobro vizijo končnega izdelka.
Programer je razvijalec kod. Imeti mora znanje tako na področju fizike kot matematike. S kodiranjem računalniško igro spravi v vidno in delujočo obliko.
Grafični oblikovalec oblikuje vizualni del igre. Lahko se specializirajo za tridimenzionalno ali dvodimenzionalno grafiko, nekateri so specializirani le na enem področju, kot sta oblačenje modelov in izdelava tekstur. Tehnični oblikovalec s pisanjem skript like animira in ustvarja posebne učinke.
Zvočni dizajner je zadolžen za snemanje zvokov videoigre – od govora likov do zvočnih efektov (veter, eksplozija, pljuskanje vode ...), ki jih nato s pomočjo programov za obdelavo zvoka obdela. Za glasbeno podlago so zadolženi skladatelji.
Založnik poskrbi za dodatno testiranje, izdajo in promocijo igre.

## Zasvojenost
Zasvojenost z računalniškimi oz. videoigrami je ena od oblik psiholoških zasvojenosti, ki pomeni obsedeno igranje računalniških iger. Velik pomen imajo množično večigralske spletne igre igranja vlog (massively multiplayer online role-playing games -  MMORPG), pri katerih so tisti uporabniki, ki so zasvojeni, »prisiljeni« igrati, saj sami sebe ne obvladujejo. Zaradi tega izgubijo stik z družbo in resničnim svetom ter se osredotočijo na igro bolj kot na svoje življenje.

#### Debata
Posebno v Združenih državah Amerike je vprašanje zasvojenosti z videoigrami sprožilo obširno debato o tej temi. V American Medical Association (AMA), največjem ameriškem združenju študentov in doktorjev medicine, se je tako junija, leta 2007, pričela razprava. Michael Brody z Ameiške akademije za otroško in mladostniško psihiatrijo trdi, da je igranje iger lahko zasvojitveno. Toda zasvojenosti z igrami tokrat niso spoznali za duševno motnjo. Leta 2017 jo je v svojo klasifikacijo bolezni vključila Svetovna zdravstvena organizacija.

#### Možna diagnoza
Čeprav zasvojenost z računalniškimi igrami (še) ni vključena kot diagnoza v kakršnokoli statistiko bolezni, so mnogi mnenja, da se bodo bolezenska znamenja te zasvojenosti izkazala za podobna znamenjem drugih psiholoških zasvojenosti. Tako kot neobvladljivo igranje iger na srečo, je tudi ta zasvojenost ena od bolezni, pri kateri gre za izgubo nadzora nad samim seboj. Medtem ko za zasvojenost z igrami ni bilo odkritih še nobenih diagnostičnih kriterijev, bolezenska znamenja podobnih zasvojenosti oz. oblik nenadzorovanja vključujejo vsaj pet rednih ali ponavljajočih se kazalcev od sledečih, ki jih  opazimo tudi pri igralski zasvojenosti:
1. osredotočene misli na aktivnost ali izvedbo neke dejavnosti (zavzetost)
2. potreba po povečanju časa, porabljenega za neko dejavnost za dosežen cilj (strpnost)
3. nezmožnost nadzora (Izguba kontrole)
4. vznemirjenje ali razdražljivost ob preprečenem udeleževanje v dejavnost (umik)
5. laganje prijateljem ali družini o času, porabljenem za neko dejavnost (nadaljevanje kljub sovražnim posledicam)
6. posluževanje ilegalnih dejanj za povečanje dejavnosti (v tem primeru igranja iger)
7. zanašanje na finančno podporo drugih (nadaljevanje kljub sovražen posledice)

#### Razširjenost
V združenju Harris Interactive so aprila 2007 ugotovili, da bi v Združenih državah Amerike lahko bilo 8.5% »mladinskih igralcev« uvrščenih med »zasvojene z igranjem videoiger«. Angleška anketa novembra 2006 je pokazala, da 12% igralcev iger kaže znake zasvojitve. Ta zasvojenost pa je večji problem v Aziji. Vladna raziskava v Južni Koreji je ocenila, da je 2.4% od Južnokorejcev starih od 9 do 39 let, zasvojenih, od tega pa je 10.2% primerov na »mejni črti«. Anketa združenja Entertainment Software Association je pokazala, da je prekomerno igranje iger bolj pogosto  pri igralcih domišljijskih vlog (MMORPG).
V intervju leta 2005 je Dr. Maressa Orzack z McLean Hospital ocenila, da je 40 % od 8,5 milijona igralcev od igre MMORPG World of Warcraft zasvojenih. Študija Stanford Univerity School of Medicine iz leta 2008 ocenjuje, da igralska zasvojenost pri moških prevlada nad zasvojenostjo žensk, ko se igra vrti okrog ozemeljskega nadzora.

#### Zdravljenje
Ko se je pojavila grožnja z igralsko zasvojenostjo, so v nekaterih državah kot je Južna Koreja nanjo odgovorili z odprtjem središč za zdravljenje. Kitajska vlada prav tako odpira različne ambulante za zdravljenje od zasvojenosti s spletnimi igrami, klepetalnicami in prekomerne uporabe interneta. Zdravljenje bolnikov, ki so se morali zdravljenja udeeležiti v veliki večini  pod prisilo staršev ali vladnih uradov, vključuje razne oblike zdravljenja, celo z bolečino. Kitajska je leta 2005 tudi predstavila sistem proti zasvojenosti s spletnimi igrami, ki naj bi zmanjšal zasvojenost. Junija 2006 je amsterdamska klinika Smith in Jones postala prva ustanova za zdravljenje v Evropi, ki je ponudila zdravljenje s programom za zasvojene.
On-Line Gamers Anonymous, registrirana neprofitna organizacija, je nastala leta 2002. V njej lahko poiščejo pomoč vsi, ki trpijo za posledicami prevelikega igranja računalniških iger. Njihova spletna stran vsebuje novice, forum, nasvete, podporo in podobne stvari, ki zasvojenemu pomagajo okrevati.

#### Smrti
Obstajajo trije dobro dokumentirani primeri smrti, ki jih je povzročila izčrpanost zaradi prekomernega igranja računalniških iger. Lee Seung Seop, Južnokorejec, je umrl po tem ko je neprekinjeno igral igro Starcraft več kot 50 ur. Na Kitajskem v Jinzhouu, je Xu Yan umrl po igranju spletne igre za več kot 15 dni. Tretji, neimenovani tridesetletni Kitajec, pa je umrl po treh dneh igranja.

## Nasilje
Tako kot vsak medij so videoigre bile in so še vedno predmet polemike in cenzure zaradi nazorne upodobitve nasilja, spolnih tem, uporabe nezakonitih mamil, alkohola, tobaka ter verske in rasne diskriminacije. Ker so nekatere vsebine neprimerne za določene starosti je »Pegi« v parterstvu z večjimi založniki(Sony, Nintendo, EA...) k vsaki izdani igri priložil starostno oceno(na primer: »Pegi rating«: [18]-ntsc, [17+]-pal).

#### Kritike
Pred igrami so bile predmet kritike stripi in glasba ter filmi. Leta 1976 pa je igra Death Race postala ena prvih spornih iger – igralec se je peljal z avtom in z njim zbijal gremline. Kritiki so zanjo rekli, da je igra v bistvu simuliran kriminal. Ena od zgodnjih spornih iger, je bila tudi Custer's Revenge iz leta 1982. V njej je igralec prevzel vlogo generala Custerja, njegova naloga pa je bila priti na drugo stran zaslona in posiliti na drog privezano Indijanko. Igre, kot so Mortal Kombat, Doom, Grand Theft Auto in God of War, po mnenju zagovornikov cenzure omogočijo igralcem, da »se igrajo« nasilje, kar pa pri osebah, ki še niso dobro seznanjeni z nasilnimi temami lahko stopnjuje in privede vse do nasilja v osebnem življenju. Primer igre, ki vključuje rasno diskriminacijo, je Grand Theft Auto: Vice City. Predstavlja izmišljen Miami, v katerem pride do obračuna med Haitijci in kubanskimi begunci. Haitijske in kubanske skupine so se nato pritožile in kritizirale igro, vključno z uporabljenimi frazami, uporabljenimi proti njim, ki so jih nato odstranili.
Izdanih je bilo čez dvesto študij, ki govorijo o posledicah od nasilja v medijih, pravtako v igrah. Nekatere izmed psiholoških študij je prikazalo povezavo med otroci, ki igrajo nasilne igre in otroci, ki trpijo psihološke posledice in so agresivni. Tudi verske skupine, posebno rimskokatoliška Cerkev in islam, so mnogokrat tisti, ki kritizirajo računalniške igre. Kajti v zgodbi igrah, kjer se pojavljajo, so mnogokrat uporabljene kot močna in pokvarjena sila, proti katerim se zgodba odvija. David Grossman, nekdanji profesor psihologije, je napisal mnogo del na temo nasilja v medijih, vključno z On Killing in Stop Teaching Our Kids to Kill. Tako prvoosebne strelske igre opisuje kot »morilske simulatorje« in nastopa proti temu, da bi založniki še naprej učili otroke, kako uporabljati orožje in pobijati nasprotnike v igrah, ter jih tako napeljevali na pot kriminala.
Kljub temu obstoj vzročno-posledične povezave med igranjem nasilnih računalniških in videoiger ter nasilnostjo v resničnem življenju ni dokazan. Študija na avstralskih najstnikih je pokazala, da se na nasilnost v igrah z agresijo odzovejo predvsem otroci, ki so tudi sicer nagnjeni k takšnemu vedenju, na hiperaktivne otroke pa so nasilne igre delovale pomirjujoče. Na vedenje velike večine otrok v raziskavi igranje ni imelo vpliva. Enako je stališče Ameriškega združenja za sociologijo, na podlagi metaanalize 200 drugih študij.

#### Oznake sporne vsebine
Pan European Game Information (krajše PEGI) je evropski ocenjevalni sistem vsebine računalniških iger, ki je v uporabi od aprila 2003 in ga danes uporabljajo v tridesetih evropskih državah, vključno s Slovenijo. Za računalniške igre obstajata dve različni razvrstitvi: predlagana najmanjša starost in do sedem opisov vsebine: raba trdega jezika, nasilje, diskriminacija, nedostojna spolnost, droge in strah. Zadnja dodana je ikona, ki označuje hazardiranje. Slovenska zakonodaja za razliko od večine evropskih držav sicer ne predpisuje obveznega označevanje iger s PEGI oznakami, vendar pa so igre v slovenskih trgovinah kljub temu opremljene z njimi. 
Obstajajo tudi drugi ocenjevalni sistemi iger:
- CERO na japonskem
- USK v Nemčiji
- ESRB v Združenih državah Amerike in Kanadi
- OFLC je sistem ocenjevanja medijev na Novi Zelandiji in v Avstraliji.

### Tragedije, povezane z videoigrami
7. junija 2003 je 18-letni Devin Moore v Ameriki ubil tri policiste, ki so ga hoteli aretirati zaradi kraje avtomobila. Pri sojenju so izvedeli, da ga je k dejanju spodbudila igra Grand Theft Auto III.
25. junija 2003, sta američana, brata Joshua in William Buckner, stara 14 in 16 let, s puško streljala na avtomobile. Pri tem sta ubila  45-letnega moškega in ranila 19-letno dekle. Brata sta trdila, da ju je za to dejanje navdihnila igra Grand Theft Auto III.
Oktobra 2004 je 41-letni Kitajec Qui Chengwei zabodel 26-letnega moškega zaradi spora glede prodaje (virtualnega) orožja v igri Legend of Mir.
Decembra 2007 je bil neki Rus premagan v igri Lineage. Mož je bil ubit ko sta njegov ceh in konkurenčen ceh izzvala drug drugega na pretep – tokrat pravi.